# اعتلال مفصلي معوي المنشأ
الاعتلال المفصلي معوي المنشأ هو التهابٌ مفصليٌ حادٌ أو تحت الحاد، يترافق مع، أو يكون رد فعلٍ، لحالةٍ التهابيةٍ معوية (عادة القولون).

## الأسباب والارتباطات
- التهاب المفاصل التفاعلي (ردُ فعلٍ على عدوًى معوية)
- اعتلالات الفًقار المرتبطة بداء الأمعاء الالتهابي (داء كرون والتهاب القولون التقرحي)
- متعلقةٌ بسوء الامتصاص:

- المجازة المعوية (مجازة صائمية لفائفية [الإنجليزية])
- الداء البطني
- داء ويبل

- التهاب القولون الكولاجيني

لوحظ أنَّ التهاب المفاصل التفاعلي يُمكن أن يحدث أيضًا بشكلٍ ثانويٍ لعدوًى إحليلية، لذلك في هذه الحالة، لن يُستخدم مصطلح اعتلال المفاصل معوي المنشأ.